# Стеллан Скашгорд
Сте́ллан Юн Скашґорд (швед. Stellan John Skarsgård МФА: [ˈstɛlːan ˈskɒːʂɡoːɖ] (шведською читається як Ска́шґод); нар. 13 червня 1951, Гетеборг, Швеція) — шведський актор театру і кіно, призер Берлінського кінофестивалю (1982). Один з найвідоміших шведських артистів сучасності, регулярно працює в Голлівуді. Лауреат премії «Золотий глобус» за роль у мінісеріалі «Чорнобиль» (2019).
Широко відомий багаторічною співпрацею з данським режисером Ларсом фон Трієром, у якого знімався в п'яти стрічках: «Розсікаючи хвилі», «Та, що танцює у темряві», «Доґвілль», «Меланхолія» і «Німфоманка».

## Біографія
Скашґорд здобув популярність ще в юності, завдяки ролям на національному телебаченні. У період 1972—1988 років грав на сцені Королівського драматичного театру в Стокгольмі. У кіно знімається з 1982 року. За кінороботи 1980-их років був удостоєний призу національної шведської кінопремії та призу «Срібний ведмідь» на Берлінському кінофестивалі.
Став відомим в Голлівуді після ролі у фільмі Філа Кауфмана «Нестерпна легкість буття» (1988).
До теперішнього часу знявся більш ніж у 120 фільмах і телесеріалах. З 2011 року грає астрофізика Еріка Селвіґа у кіновсесвіті Marvel. У 2019 році виконав роль Бориса Щербини в мінісеріалі «Чорнобиль», за яку був відзначений низкою нагород, зокрема «Золотим глобусом».
З 2021 року грає барона Владіміра Харконнена у медіафраншизі «Дюна». У 2022—2025 роках грав одну з головних ролей у телесеріалі «Андор».
У 2025 році виконав головну роль, напівзабутого кінорежисера, у норвезькій трагікомедії «Сентиментальна цінність», за яку здобув вкрай високі оцінки критики.

## Особисте життя, громадська позиція
З 1975 по 2007 був одружений з лікаркою Мю Гюнтер, від цього шлюбу у нього шість дітей. Четверо його синів стали акторами: старший Александр Скашґорд (1976) знявся в серіалах «Справжня кров» і «Покоління вбивць», Ґустаф Скашґорд (1980), Сем Скашґорд (1982), Білл Скашгорд (1990); модель Ейя Скашгорд (1992) і Вальтер Скашґорд (1995). В даний час одружений з Меган Еверетт, у них два сини Оссіан (2009) і Колбейн (2012).
Мешкає в рідній Швеції, «тому що податки там вище, ніхто не голодує, гарна охорона здоров'я та безкоштовне навчання у школах й університетах».
У 2018 році підтримав звернення Європейської кіноакадемії на захист ув'язненого у Росії українського режисера Олега Сенцова

## Фільмографія

### Фільми
| Рік  | Українська назва                       | Оригінальна назва                                       | Роль                                  |
| ---- | -------------------------------------- | ------------------------------------------------------- | ------------------------------------- |
| 1972 |                                        | Strandhugg i somras                                     | Ерік                                  |
| 1972 |                                        | Firmafesten                                             | Пітер                                 |
| 1973 | Восьма заповідь                        | Åttonde budet                                           | короткометражка                       |
| 1973 | П'ять днів у серпні                    | Fem døgn i August                                       | Крістер                               |
| 1973 | Весілля                                | Bröllopet                                               | Роффе Ерікссон                        |
| 1974 | Аніта: Шведська Нимфетка               | Anita: Swedish Nymphet                                  | Ерік                                  |
| 1975 | Шведські секс-ігри                     | Swedish Sex Games                                       | Пітер Делані                          |
| 1977 | Табу                                   | Taboo                                                   | Ян-Ерік                               |
| 1977 | Головне вночі                          | Hemåt i natten                                          | Курт Шоберг                           |
| 1981 | Поцілунок                              | Kyssen                                                  | короткометражка                       |
| 1982 | Простодушний вбивця                    | Den enfaldige mördaren                                  | Свен                                  |
| 1983 | Р & Б                                  | P & B                                                   | Карл-Йохан «Чарлі» Петерсон           |
| 1984 | Оке та його світ                       | Åke and His World/Åke och hans värld                    | Ебенгольц                             |
| 1985 | Брехня, як вода                        | False as Water/Falsk som vatten                         | Стіг                                  |
| 1985 |                                        | Noon Wine                                               | Олаф Елтон                            |
| 1985 |                                        | Peter-No-Tail in Americat/Pelle Svanslös i Amerikatt    | Пелле Свонсон (голос)                 |
| 1986 | Зміїна стежка в скелях                 | Ormens väg på hälleberget                               | Karl Orsa Markström                   |
| 1987 | Джим і пірат Блом                      | Jim & piraterna Blom                                    | Густав, батько Джима, також сценарист |
| 1987 | Гіп, гіп, ура!                         | Hip hip hurra!                                          | Педер Северін Крейєр                  |
| 1988 | Нестерпна легкість буття               | The Unbearable Lightness of Being                       | інженер                               |
| 1988 | Час вовка                              | Vargens tid                                             | Педер Ульфтенд                        |
| 1988 | Друзі                                  | Friends                                                 | Метт                                  |
| 1988 | Ідеальне вбивство                      | The Perfect Murder                                      | Аксель Свенссон                       |
| 1989 | Яхта «Радість»                         | S/Y Joy                                                 | Клас Ларссон                          |
| 1989 | Псевдонім «Червоний півень»            | Codename Coq Rouge/Täcknamn Coq Rouge                   | Карл Гамільтон                        |
| 1989 | Жінки на даху                          | The Women on the Roof/Kvinnorna på taket                | Віллі                                 |
| 1990 | Полювання за «Червоним Жовтнем»        | The Hunt for Red October                                | капітан Віктор Туполєв                |
| 1990 | Добрий вечір, містер Валленберг        | God afton, Herr Wallenberg/Good Evening, Mr. Wallenberg | Рауль Валленберг                      |
| 1991 | Віл                                    | The Ox/Oxen                                             | Хельге Роос                           |
| 1992 | Демократичний терорист                 | Den Demokratiske Terroristen                            | Карл Гамільтон                        |
| 1992 | Вітер                                  | Wind                                                    | Джо Гейсер                            |
| 1993 | Рогатка                                | Kådisbellan/The Slingshot                               | Фрітьоф Шютт                          |
| 1993 | Останній танець                        | Sista dansen                                            | Приймаючий в Норрчепінг               |
| 1995 |                                        | Jönssonligans största kupp                              | Герман Мелвін                         |
| 1995 | Нуль за шкалою Кельвіна                | Kjærlighetens kjøtere/Zero Kelvin                       | Randbæk                               |
| 1995 | Собаки Риги                            | The Dogs of Riga                                        | Магнус Береза                         |
| 1996 | Гаррі і Соня                           | Harry och Sonja                                         | Гаррі Олссон                          |
| 1996 | Розсікаючи хвилі                       | Breaking the Waves                                      | Ян Німан                              |
| 1997 | Безсоння                               | Insomnia                                                | Йонас Енгстрем                        |
| 1997 | Мій син — Фанатик                      | My Son the Fanatic                                      | Шітц                                  |
| 1997 | Розумник Вілл Гантінґ                  | Good Will Hunting                                       | Джеральд Ламбо                        |
| 1997 | Амістад                                | Amistad                                                 | Теппен                                |
| 1998 | Діти склодува                          | Glasblåsarns barn                                       | Альберт                               |
| 1998 | Спаситель                              | Savior                                                  | Петер Домінік                         |
| 1998 | Ронін                                  | Ronin                                                   | Грегор, колишній агент Штазі          |
| 1999 | Глибоке синє море                      | Deep Blue Sea                                           | Джим Вітлок, медик                    |
| 2000 | Війна округу Харлан                    | Harlan County War                                       | Воррен Якопович                       |
| 2000 | Два життя                              | Passion of Mind                                         | Вільям Гюнтер                         |
| 2000 | Знаки і чудеса                         | Signs & Wonders                                         | Алек                                  |
| 2000 | Часовий код                            | Timecode                                                | Алекс Грін                            |
| 2000 | Та, що танцює у темряві                | Dancer in the Dark                                      | окуліст                               |
| 2000 | Абердин                                | Aberdeen                                                | Томас, також асоційований продюсер    |
| 2000 | Чмок, чмок, ба-бах                     | Kiss Kiss (Bang Bang)                                   | Фелікс                                |
| 2001 | Порохова бочка                         | Powder Keg                                              | Гарві Джейкобс, короткометражка       |
| 2001 | Думки сторін                           | Taking Sides                                            | Д-р Вільгельм Фуртвенглер             |
| 2001 | Скляний будинок                        | The Glass House                                         | Терренс «Террі» Ґлесс                 |
| 2002 | Ніяких добрих справ                    | No Good Deed                                            | Тайрон                                |
| 2002 | Місто примар                           | City of Ghosts                                          | Джозеф Каспар                         |
| 2003 | Вбити дитину                           | To Kill a Child                                         | оповідач, короткометражка             |
| 2003 | Доґвіль                                | Dogville                                                | Чак                                   |
| 2004 | Ейфелева вежа                          | Eiffeltornet                                            | Якоб, короткометражка                 |
| 2004 | Король Артур                           | King Arthur                                             | Кердік                                |
| 2004 | Той, що виганяє диявола: Початок       | Exorcist: The Beginning                                 | батько Меррін                         |
| 2005 | Той, що виганяє диявола: Пріквел       | Dominion: Prequel to the Exorcist                       | батько Ланкастер Меррін               |
| 2005 | Торте Блюма                            | Torte Bluma                                             | Штангль, короткометражка              |
| 2005 | Беовульф та Грендель                   | Beowulf & Grendel                                       | Хротгар                               |
| 2005 | Винні серця                            | Guilty Hearts                                           | Штангль                               |
| 2006 | Вбий своїх коханих                     | Kill Your Darlings                                      | батько Еріка                          |
| 2006 | Привид Гойї                            | Goya's Ghosts                                           | Франсіско Гойя                        |
| 2006 | Пірати Карибського моря: Скриня мерця  | Pirates of the Caribbean: Dead Man's Chest              | «Притоп» Білл Тернер                  |
| 2007 | Пірати Карибського моря: На краю світу | Pirates of the Caribbean: At World's End                | «Притоп» Білл Тернер                  |
| 2007 | Камера тортур                          | The Killing Gene                                        | Едді Арго                             |
| 2007 | Арн: Лицар-тамплієр                    | Arn — The Knight Templar                                | Біргер Бросса                         |
| 2008 | Мамма Міа!                             | Mamma Mia!                                              | Білл                                  |
| 2008 | Арн: Королівство в кінці шляху         | Arn — The Kingdom at Road's End                         | Біргер Бросса                         |
| 2009 | Ангели і демони                        | Angels & Demons                                         | командувач Максиміліан Ріхтер         |
| 2009 | Бугі-Вугі                              | Boogie Woogie                                           | Bob Maccelstone                       |
| 2009 | Метропія                               | Metropia                                                | Ральф Паркер (голос)                  |
| 2010 | Досить добра людина                    | A Somewhat Gentle Man                                   | Ульрік                                |
| 2010 | Френкі та Еліс                         | Frankie and Alice                                       | доктор Оз                             |
| 2010 | Мумі-тролі і комета Чейз               | Moomins and the Comet Chase                             | Moominpapa / Hemulens (голос)         |
| 2010 | Подання                                | Submission                                              | Оповідач (англійська версія)          |
| 2010 | Неначе мене там немає                  | As If I Am Not There                                    | доктор                                |
| 2010 | Король острова Диявола                 | King of Devil's Island                                  | Bestyreren, також виконавчий продюсер |
| 2011 | Тор                                    | Thor                                                    | Ерік Селвіґ                           |
| 2011 | Меланхолія                             | Melancholia                                             | Джек                                  |
| 2011 | Дівчина з тату дракона                 | The Girl with the Dragon Tattoo                         | Мартін Вангер                         |
| 2012 | Месники                                | The Avengers                                            | Ерік Селвіґ                           |
| 2013 | Ромео і Джульєтта                      | Romeo and Juliet                                        | принц Ескал                           |
| 2013 | Відплата                               | The Railway Man                                         | Фінлей                                |
| 2013 | Німфоманка                             | Nymphomaniac                                            | Селігман                              |
| 2013 | Лікар. Учень Авіценни                  | The Physician                                           | Бадер                                 |
| 2013 | Тор: Царство темряви                   | Thor: The Dark World                                    | Ерік Селвіґ                           |
| 2014 | Дурне діло нехитре                     | In Order of Disappearance                               | Нільс, також виконавчий продюсер      |
| 2014 | Подорож Гектора у пошуках щастя        | Hector and the Search for Happiness                     | Едвард                                |
| 2015 | Попелюшка                              | Cinderella                                              | великий князь                         |
| 2015 | Месники: Ера Альтрона                  | Avengers: Age of Ultron                                 | Ерік Селвіґ                           |
| 2016 | Такий самий зрадник, як і ми           | Our Kind of Traitor                                     | Діма                                  |
| 2017 | Повернення в Монток                    | Rückkehr nach Montauk                                   | Макс Зорн                             |
| 2018 | Чоловік, який вбив Дон Кіхота          | The Man Who Killed Don Quixote                          | Босс                                  |
| 2019 | Розфарбований птах                     | Nabarvené ptáče                                         | Ганс                                  |
| 2019 | Викрадаючи коней                       | Ut og stjæle hester                                     | Тронд Сандер                          |
| 2021 | Дюна                                   | Dune                                                    | Владімір Харконнен                    |
| 2024 | Дюна 2                                 | Dune 2                                                  | Владімір Харконнен                    |
| 2025 | Сентиментальна цінність                | Affeksjonsverdi                                         | Густав Берг                           |

### Телесеріали
| Рік       | Українська назва                                       | Оригінальна назва                                          | Роль                        | Примітки                                      |
| --------- | ------------------------------------------------------ | ---------------------------------------------------------- | --------------------------- | --------------------------------------------- |
| 1968      | Бомбі Бітт і я                                         | Bombi Bitt and Me/Bombi Bitt och jag                       | Бомбі Бітт                  | TV-серіал (5 епізодів)                        |
| 1972      |                                                        | Magnetisören                                               | солдат                      | TV-фільм                                      |
| 1981      | Зберися, дорогенька                                    | Skärp dig, älskling                                        | Георг                       | мінісеріал                                    |
| 1981      |                                                        | Babels hus                                                 | Д-р Меттссон                | мінісеріал                                    |
| 1981      |                                                        | Olsson per sekund eller Det finns ingen anledning till oro | The tardy one               | TV-фільм                                      |
| 1983      |                                                        | Farmor och vår herre                                       | Натан                       | мінісеріал                                    |
| 1983      | Школа для дружин                                       | Hustruskolan                                               | Горацій                     | TV-фільм                                      |
| 1985      | Трагічна історія Гамлета, принца данського             | Den tragiska historien om Hamlet — Prins av Danmark        | Гамлет                      | TV-фільм                                      |
| 1985      | Август Стріндберг. Життя між геніальністю і божевіллям | August Strindberg: Ett liv                                 | Вернер фон Гейденстам       | мінісеріал                                    |
| 1989      | Дика качка                                             | The Wild Duck                                              | Грегерсен Верле             | TV-фільм                                      |
| 1989      |                                                        | Förhöret                                                   | Карл Гамільтон              | TV-фільм                                      |
| 1990      |                                                        | S*M*A*S*H                                                  | державний секретар          | TV мінісеріал (1 епізод: «Wow, håll käften!») |
| 1990      | Паркер Кейн                                            | Parker Kane                                                | Натан Ван Адамс             | TV-фільм                                      |
| 1994      | Звіт небесам                                           | Rapport till himlen                                        | Гарі                        | мінісеріал                                    |
| 1997      | Королівство                                            | Riget (дан.)                                               | Стіг Хельмер, адвокат       | мінісеріал (1 епізод: «Гаргантюа»)            |
| 2000      | Війна округу Харлан                                    | Harlan County War                                          | Воррен Якупович             | TV-фільм                                      |
| 2001      | D-Day — закінчений фільм                               | D-dag — Den færdige film                                   | чоловік Лізи                | TV-фільм                                      |
| 2003      | Єлена Троянська (мінісеріал)                           | Helen of Troy                                              | Тесей                       | TV-фільм                                      |
| 2008      | Шедевр                                                 | Masterpiece Contemporary                                   | Баумгартен                  | TV-серіал (1 епізод: «Суд над Богом»)         |
| 2008      | Антураж                                                | Entourage                                                  | Вернер Волстед              | TV-серіал (3 епізоди)                         |
| 2010      | Арн: Лицар-тамплієр                                    | Arn                                                        | Біргер Бросса               | мінісеріал                                    |
| 2012      | Червоний колір Бразилії                                | Rouge Brésil                                               | Ніколя Дюран де Віллеганьон | TV-серіал                                     |
| 2012      | Плейхаус                                               | Playhouse Presents                                         | Чоловік                     | TV-серіал (1 епізод: «The Man»)               |
| 2014      |                                                        | Quarry                                                     | брокер                      | TV-фільм                                      |
| 2015      | Рівер                                                  | River                                                      | Джон Рівер                  | TV-серіал                                     |
| 2019      | Чорнобиль                                              | Chernobyl                                                  | Борис Щербина               | TV-серіал                                     |
| 2022—2025 | Андор                                                  | Andor                                                      | Лютен Раель                 | TV-серіал                                     |